# Wang Yu
Wang Yu (王璵) (falecido em 6 de julho de 768) foi um político chinês durante a dinastia Tang, que ganhou a confiança do Imperador Suzong devido aos seus estudos em bruxaria e ao emprego de tal bruxaria em nome do Imperador Suzong, de modo que o Imperador Suzong eventualmente o nomeou chanceler.

## Início de vida
Não se sabe quando Wang Yu nasceu. Ele era descendente de quinta geração de Wang Fangqing, que serviu como chanceler durante o reinado de Wu Zetian. Os nomes de seus ancestrais intermediários foram registrados como Wang Jiao (王曒), Wang Chong (王寵), Wang Zhonglian (王仲連) e Wang Shao (王紹), nenhum dos quais foi registrado como tendo carregado qualquer título oficial, exceto Wang Jiao, que serviu como prefeito da Prefeitura de Lu, e Wang Zhonglian, que serviu como funcionário secreto na Prefeitura de Yang (揚州, aproximadamente a moderna Yangzhou, Jiangsu). Wang Yu era conhecido por ser bem versado no culto aos deuses e espíritos, e dedicava especial atenção aos momentos apropriados para fazer sacrifícios.

## Durante o reinado do Imperador Xuanzong
No final da era Kaiyuan (713-742) do neto de Wu Zetian, o Imperador Xuanzong, este último estava prestando grande atenção às doutrinas e cerimônias taoístas. Wang Yu fez uma petição ao Imperador Xuanzong solicitando a construção de um altar, a ser chamado de Altar da Primavera (春壇, Chun Tan), a leste da capital Chang'an, dedicado ao Imperador Azul (青帝, Qing Di). O Imperador Xuanzong concordou e nomeou Wang como estudioso oficial no ministério do culto (太常寺, Taichang Si) e censor imperial (侍御史, Shiyushi), além de um enviado especial do culto (祠祭使, Ciji Shi).
Dizia-se que Wang ganhava favores do imperador devido à sua dedicação ao culto aos deuses em nome do Imperador Xuanzong. Dizia-se ainda que, enquanto anteriormente o povo já tinha o costume de sacrificar papel joss aos espíritos, foi Wang quem trouxe esse costume para as cerimônias oficiais.

## Durante os reinados do Imperador Suzong e do Imperador Daizong
Após o filho do Imperador Xuanzong, Imperador Suzong, tornar-se imperador em 756, Wang Yu foi promovido a ministro do culto (太常卿, Taichang Qing). Porque seu culto aos deuses agradava ao Imperador Suzong, este último frequentemente o recompensava. Em 758, quando o Imperador Suzong removeu os chanceleres Cui Yuan e Li Lin de seus cargos, ele nomeou Wang como Zhongshu Shilang (中書侍郎) - o vice-chefe do escritório legislativo do governo (中書省, Zhongshu Sheng) e deu-lhe a designação Tong Zhongshu Menxia Pingzhangshi (同中書門下平章事), tornando-o um chanceler de facto. Dizia-se que mesmo antes disso, Wang não tinha uma boa reputação entre o povo, e depois de se tornar chanceler, sua reputação piorou devido à sua incompetência.
Por sugestão de Wang, o Imperador Suzong construiu um altar dedicado ao deus Taiyi (太一 ou 太乙) ao sul de Chang'an. Por volta dessa época, o Imperador Suzong estava doente, e os adivinhos lhe disseram que ele estava sendo amaldiçoado por um deus de uma montanha ou de um rio. Wang então sugeriu que um grupo de feiticeiras e eunucos fosse encarregado de ir a várias montanhas e rios do império para orar pelo Imperador Suzong.
As feiticeiras que Wang selecionou aproveitaram essa oportunidade para extorquir subornos dos funcionários locais. Uma delas, enviada para a Prefeitura de Huang (黃州, na moderna Wuhan, Hubei), levou consigo uma comitiva de várias dezenas de jovens delinquentes e ficou na estação dos mensageiros imperiais com eles. Quando o prefeito da Prefeitura de Huang, Zuo Zhen (左震), visitou pela manhã, encontrou a porta da estação trancada. Ele ficou irritado e ordenou que seus policiais arrombassem a estação e que a feiticeira fosse arrastada para fora para ser decapitada. Ele também matou os delinquentes que estavam com ela e depois confiscou os subornos que estavam carregando. Ele submeteu os fundos ao Imperador Suzong e solicitou que os fundos fossem usados para pagar os impostos pelos quais o povo da Prefeitura de Huang seria responsável. O Imperador Suzong aceitou os fundos, mas não puniu Wang.
Em 759, de fato, seguindo as sugestões de Wang, ele pessoalmente ofereceu sacrifícios aos deuses dos nove palácios (九宮神, Jiugong Shen). Mais tarde naquele ano, no entanto, ele nomeou Wang como ministro da justiça (刑部尚書, Xingbu Shangshu) e o removeu do cargo de chanceler.
Em 760, Wang foi nomeado prefeito da Prefeitura de Pu (蒲州, aproximadamente a moderna Yuncheng, Shanxi), bem como governador militar (jiedushi) das prefeituras circundantes. Em 761, Wang foi nomeado secretário-geral da Prefeitura de Yang, bem como governador militar do Circuito de Huainan (淮南, ou seja, a região entre o Rio Huai e o Rio Yangtze). Após uma ocasião em que o Imperador Suzong ofereceu sacrifícios, ele nomeou Wang como governador da Prefeitura de Yue (越州, aproximadamente a moderna Shaoxing, Zhejiang) e governador militar do Circuito de Zhedong (浙東, ou seja, a região a leste do Rio Qiantang).
Pouco depois, ele foi convocado para servir como Taizi Shaobao (太子少保) e depois como Taizi Shaoshi (太子少師) - ambos os cargos como conselheiro do príncipe herdeiro. Wang faleceu em 768, durante o reinado do filho do Imperador Suzong, Imperador Daizong. Ele foi sepultado com honras e recebeu o nome póstumo Jianhuai (簡懷, significando "não discriminatório e justo"). Seu bisneto Wang Tuan mais tarde serviu como chanceler perto do final da dinastia Tang, sob Imperador Zhaozong.